# Herinneringsmedaille aan het Huwelijk van Prinses Sybilla

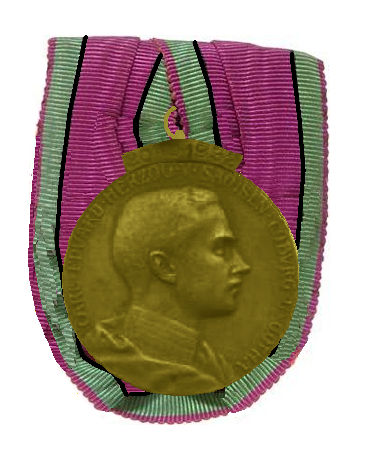
Medaille

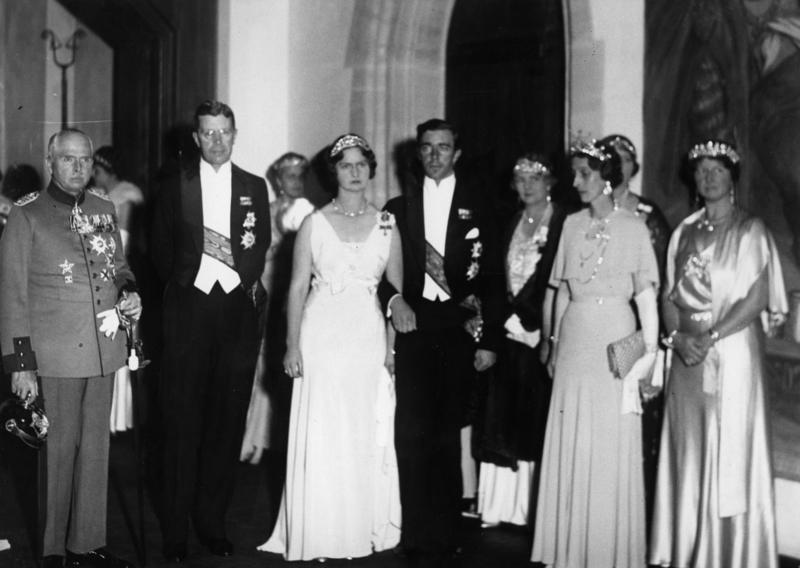
Huwelijksfoto

De Herinneringsmedaille aan het Huwelijk van Prinses Sybilla (Duits: Erinnerungsmedaille an die Hochzeit der Prinzessin Sybilla) was een herinneringsmedaille die in 1932 door hertog Karel Eduard van Saksen-Coburg en Gotha werd ingesteld. De in 1918 tot aftreden gedwongen vorst zette hiermee het huwelijk van zijn dochter Sybilla van Saksen-Coburg en Gotha met prins Gustaaf Adolf van Zweden luister bij.
De in november 1918 afgezette hertog Karel Eduard bleef een aantal van de door hem ingestelde onderscheidingen ook na zijn abdicatie, zelfs na het opheffen van Saksen-Coburg en Gotha als staat, uitreiken. Zo waren de Zwaarden aan de Ring van de Hertog Karel Eduard-medaille die in 1935 werden ingevoerd. Het verlenen van hoge rangen in de Saksisch-Ernestijnse Huisorde aan zijn kameraden in de SS was zeer omstreden. Uiteindelijk maakte Hitler een einde aan deze praktijk door de Duitsers in 1935 in een decreet te verbieden om nog langer onderscheidingen van de voormalige Duitse vorstenhuizen aan te nemen.
Een herinneringsmedaille is een ereteken dat wordt uitgereikt bij belangrijke gebeurtenissen. Dergelijke medailles worden vaak uitgereikt aan prinsen van vorstenhuizen waarvan de leden ze dan ook dragen bij verschillende gebeurtenissen. Soms bezitten alle leden van de koninklijke huishouding zo'n medaille, soms alleen leden van een koninklijke familie. Het uitdelen van zulke medailles is meestal een traditie. In Saksen-Coburg en Gotha werden in 1899 en 1905 ook herinneringsmedailles uitgereikt.
De hertog heeft na 1918 twee van deze "niet officiële" herinneringsmedailles laten slaan.
- De Herinneringsmedaille aan de Regeringsovername door Hertog Karel Eduard (1930)
- De Herinneringsmedaille aan het Huwelijk van Prinses Sybilla (1932)

De ronde bronzen medaille toont op de voorzijde de buste van de hertog in uniform en mantel met het rondschrift "CARL EDVUARD HERZOG VON SACHSEN COBURG UND GOTHA"'. Op de beugel boven de medaille staat de datum 20 10 1932. Op de keerzijde staat het het kruis van de Saksisch-Ernestijnse Huisorde in de versie voor onderdanen maar zonder kroon. Het rondschrift luidt "FIDELITER ET CONSTANTER". de wapenspreuk van de Ernestijnen. De medaille werd met een aangesoldeerd oog en een ring aan het lint van de Hertogelijk Saksisch-Ernestijnse Huisorde op de linkerborst gedragen. De medaille heeft bovenaan een beugel gekregen maar die is onbruikbaar.
De lichtgekleurde medaille heeft een diameter van 30 millimeter en weegt 10,86 gram.
Saksisch-Ernestijnse Huisorde ·
Prinsessenkruis van de Saksisch-Ernestijnse Huisorde · 
Carl Eduard-Oorlogskruis ·
Medaille voor Verdienste in het Burgerlijk Leven ·
Medaille voor Kunst en Wetenschap ·
Kruis van Verdienste voor Kunst en Wetenschap ·
Medaille van Verdienste voor Kunst en Wetenschap ·
Erekruis voor Kunst en Wetenschap · 
Hertog Ernst-medaille · 
Hertog Alfred-medaille ·
Hertog Karel Eduard-medaille ·
Ereteken voor Vaderlandse Verdienste ·
Medaille voor het Redden van Levens ·
Medaille voor Vrouwelijke Verdienste ·
Herinneringsmedaille aan het Zilveren Huwelijk van Hertog Alfred ·
Herinneringsmedaille aan het Huwelijk van Hertog Karel Eduard ·
Ereteken van de Brandweer · 
Herinneringskruis aan Eckernförde "1849" ·
Herdenkingsteken voor Vleugeladjudanten ·
Oorlogsherinneringsteken ·
Herinneringsmedaille aan de Regeringsovername door Hertog Karel Eduard · 
Herinneringsmedaille aan het Huwelijk van Prinses Sybilla
Zie ook: Ridderorden in Saksen